# أسبلي هيث (بيدفوردشير)
أسبلي هيث (بالإنجليزية: Aspley Heath) هي قرية وأبرشية مدنية تقع في المملكة المتحدة في Central Bedfordshire. يقدر عدد سكانها بـ 578 نسمة .